# Austrocarabodes similis
Austrocarabodes similis är en kvalsterart som beskrevs av Sandór Mahunka 1978. Austrocarabodes similis ingår i släktet Austrocarabodes och familjen Carabodidae. Inga underarter finns listade.